# 대한두채협회
대한두채협회는 콩나물(두채)의 생산 및 판매 등에 관련한 정보교환, 콩나물의 위생관리를 통한 유통질서 확립을 목적으로 1994년 4월 28일에 설립된 대한민국 농림축산식품부 소관의 사단법인이다. 또한 대한두채협회의 사무실은 서울특별시 광진구 구의3동 546-11 강변역, 지너스타워301호(우 143-200)에 위치해 있다.

## 주요 사업
- 양질의 콩나물 생산, 판매, 유통 등 공동이익의 도모
- 콩나물의 품질 및 위생에 대한 자체관리 및 유통질서 확립
- 콩나물에 관한 조사연구 및 생산기술지도
- 콩나물에 관한 회지, 간행물 등의 발간 및 홍보
- 콩나물 수출확대를 위한 해외시장개척
- 안정적인 원료 콩 확보를 위한 경작 장려